# Chrysso ribeirao
Chrysso ribeirao är en spindelart som beskrevs av Levi 1962. Chrysso ribeirao ingår i släktet Chrysso och familjen klotspindlar. Inga underarter finns listade i Catalogue of Life.